# Geometria differenziale

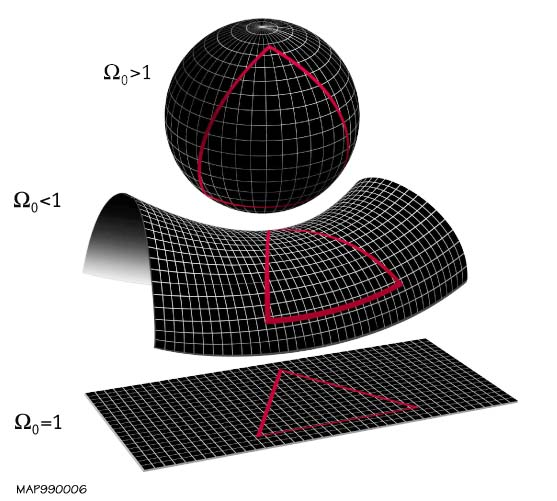
La geometria differenziale definisce e studia la nozione di "spazio curvo". Qui sono mostrati i tre tipi di curvature più importanti: ellittica, iperbolica, piatta.

In matematica, la geometria differenziale è lo studio di oggetti geometrici come curve, superfici e più in generale varietà differenziabili, tramite l'analisi matematica. Tramite il calcolo infinitesimale e la nozione di derivata, è quindi possibile introdurre e studiare nozioni di fondamentale importanza, quali quelle di campo vettoriale, forma differenziale, geodetica, curvatura. L'applicazione più notevole della geometria differenziale è la formulazione della relatività generale, a cui fornisce gli strumenti per modellizzare lo spaziotempo.

## Le varietà differenziabili

Una curva nel piano. Con il calcolo infinitesimale si definisce la sua tangente in un punto.

### Sottoinsieme dello spazio euclideo
Alla base della geometria differenziale vi è la nozione di varietà differenziabile. Questa nozione generalizza quella di curva e superficie, modellizzando uno "spazio curvo" di dimensione qualsiasi. Curve e superfici sono quindi varietà di dimensione 1 e 2.
Fino alla metà del XIX secolo, una varietà differenziabile era definita come un oggetto contenuto nello spazio euclideo, che avesse localmente l'aspetto di un "sottospazio incurvato" di una certa dimensione. Si parlava quindi ad esempio di curve nel piano o nello spazio, e di superfici nello spazio. Questi oggetti sono generalmente definiti (almeno localmente) come luogo di zeri o immagine di una funzione differenziabile.

### Oggetto intrinseco
I lavori di Bernhard Riemann hanno introdotto una definizione più intrinseca di varietà. Una varietà può essere definita oggi come oggetto intrinseco, non necessariamente contenuto in uno spazio euclideo: questo risultato è il frutto di un percorso di astrazione che ha coinvolto molti enti geometrici nel XX secolo, come le varietà algebriche e gli spazi topologici.
La rappresentazione "intrinseca" descrive le proprietà geometriche della varietà "dall'interno": non c'è bisogno di "uscire" dalla varietà per parlare di geodetiche, distanza, curvatura. Questa astrazione è molto utile ad esempio in relatività generale, perché permette di descrivere l'universo dall'interno, senza la creazione artificiale di un "contenitore più grande".
La rappresentazione intrinseca descrive le proprietà della varietà che non dipendono dall'ambiente in cui questa è raffigurata. Si definiscono varietà più complesse come la bottiglia di Klein (una superficie, cioè una varietà di dimensione 2) senza l'ausilio di uno spazio che le contenga.

## Curve e superfici nello spazio
Lo studio delle curve e superfici nello spazio tridimensionale ha avuto una posizione predominante nella geometria differenziale fino a tutto il XIX secolo. Il comportamento di una curva nello spazio (e più generalmente in uno spazio euclideo con un qualsiasi numero di dimensioni) è descritto dal sistema di Frenet: un sistema di riferimento che si muove lungo la traiettoria. Le quantità che caratterizzano il modo in cui la curva cambia traiettoria sono le curvature: in 3 dimensioni le curvature sono due, chiamate semplicemente curvatura e torsione. 

## Tensori e curvatura
La curvatura di una varietà differenziabile è codificata tramite un oggetto matematico molto complesso, il tensore. Un tensore è un oggetto che generalizza la matrice da 2 a più dimensioni, molto utile per definire una struttura su una varietà. Il tensore che definisce la curvatura della varietà è il tensore di Riemann. Una versione semplificata di questo è il tensore di curvatura di Ricci. Il calcolo tensoriale fornisce numerosi strumenti per manipolare i tensori.